# Атропиды
Атропиды, или трогииды (лат. Trogiidae) — семейство сеноедов из подотряда Trogiomorpha.

## Описание
Длина головы не превышает её ширину. Второй сегмент нижнечелюстного щупика с конической сенсиллой. Передние крылья редуцированные, чешуевидные, без жилкования. Задняя голень и задняя лапка, вместе взятые, не длиннее брюшка. Наружные створки яйцеклада узкие.

## Систематика
В составе семейства:
- Anomocopeus
- Cerobasis
- Eolepinotus
- Helminotrogia
- Lepinotus
- Myrmicodipnella
- Spinatropos
- Trogium